# Jesús Moure
Jesús Moure Vieiro (n. Santiago de Compostela, España; 26 de agosto de 1961) fue un futbolista español que se desempeñaba como delantero.

## Clubes
| Club          | País   | Año         |
| ------------- | ------ | ----------- |
| SD Compostela | España | 1991 - 1995 |